# Ján Volko
Ján Volko (2 november 1996) is een Slowaaks atleet, die gespecialiseerd is in de sprint.

## Biografie
In 2017 nam Volko deel aan de Europese indoorkampioenschappen. Op de 60 m behaalde hij de zilveren medaille, achter de Brit Richard Kilty. Zijn tijd van 6,58 s was meteen ook goed voor een Slowaaks record.

## Titels
- Europees kampioen U23 200 m - 2017

## Persoonlijke records
Outdoor
| Onderdeel | Prestatie            | Datum            | Plaats            |
| --------- | -------------------- | ---------------- | ----------------- |
| 100 m     | 10,13 (+1,1 m/s)(NR) | 29 juni 2018     | Šamorín           |
| 200 m     | 20,24 (+1,6 m/s)(NR) | 8 juli 2018      | Trnava            |
| 400 m     | 49,06                | 9 september 2017 | Dubnica nad Váhom |

Indoor
| Onderdeel | Prestatie  | Datum            | Plaats     |
| --------- | ---------- | ---------------- | ---------- |
| 60 m      | 6,57 (NR)  | 15 februari 2018 | Toruń      |
| 200 m     | 21,11 (NR) | 28 januari 2017  | Wenen      |
| 300 m     | 33,93      | 6 januari 2018   | Ostrava    |
| 400 m     | 49,56      | 6 februari 2018  | Bratislava |

## Palmares

### 60 m
- 2015: 6e in serie EK indoor- 6,86 s
- 2016: 6e in serie WK indoor - 6,80 s
- 2017:  EK indoor - 6,58 s (NR)

### 100 m
- 2016: 7e in ½ fin. EK - 10,43 s
- 2017:  EK U23 te Bydgoszcz - 10,18 s

### 200 m
- 2016: 6e in ½ fin. EK - 21,28 s
- 2017:  EK U23 - 20,33 s (NR)